# Thomas Beecham
Thomas Beecham (St Helens, Liverpool, 29 de abril de 1879 – Londres, 8 de março de 1961) foi um maestro, dirigente de orquestra e empresário britânico.

## Biografia

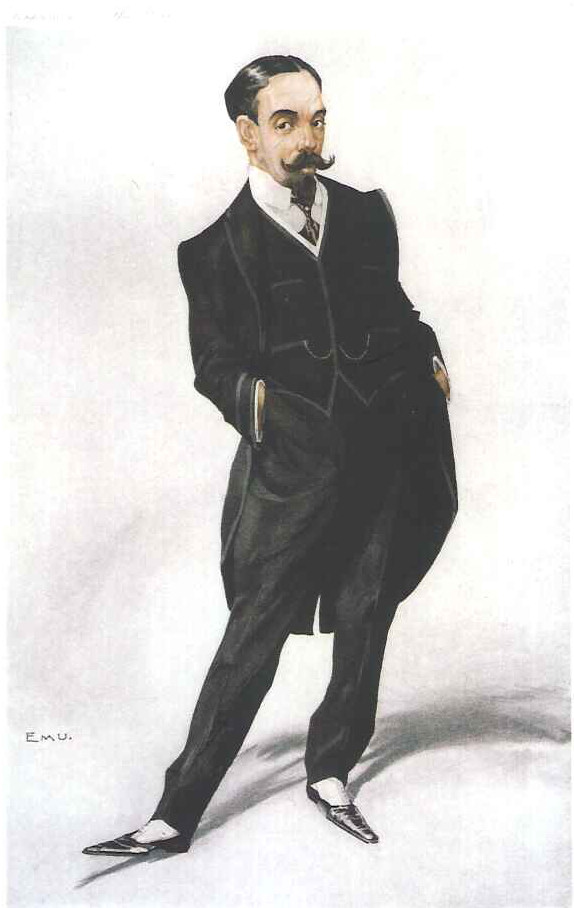
Caricatura de Thomas Beecham de 1917.

Filho do milionário Sir Joseph Beecham e neto de Thomas Beecham (1820-1907) foi imbatível em repertório inglês, alemão, russo e francês define a figura clássica do director de orquestra tirânico e cáustico, de opiniões mordazes e irónicas o seu lema foi "não estou interessado na música, ou qualquer outra obra de arte que não incentive o prazer da vida, e o orgulho pela vida". Suas anedotas e ditos foram publicados em vários volumes.
Estudou na Universidade de Oxford, mas no campo musical foi autodidacta, foi fundador de várias orquestras britânicas incluindo, a Orquestra Filarmónica de Londres e a Royal Philharmonic Orchestra.
Também mantinha relações estreitas com a Royal Liverpool Philharmonic Orchestra e a Orquestra Hallé no seu concelho natal de Lancashire. Seu repertório era eclético, às vezes favorecendo compositores menos conhecidos sobre os famosos. As suas preferências para compositores cujas obras foram raramente tocadas na Grã-Bretanha. Tornou-se amigo de Frederick Delius.
Foi responsável pela estreia britânica de Die Meistersinger von Nürnberg de Wagner, Elektra e Salomé de Richard Strauss.
Em 1916 foi condecorado cavaleiro (Sir) do Império Britânico.